# Piper klossii
Piper klossii är en pepparväxtart som beskrevs av Henry Nicholas Ridley. Piper klossii ingår i släktet Piper och familjen pepparväxter. Inga underarter finns listade i Catalogue of Life.